# Política de privacitat
Una política de privacitat és un document legal que planteja com una organització reté, processa i utilitza les dades personals de l'usuari o client. Aquesta és majorment utilitzada en un lloc d'internet, on l'usuari crea un compte. La política de privacitat és un contracte en el qual susdita organització promet mantenir la informació personal de l'usuari. Cada organització present a Internet té la seva pròpia política de privacitat, i cadascuna d'elles varia. És la responsabilitat de l'usuari llegir-la, per assegurar-se que no hi ha condicions per les quals es dugui a terme un intercanvi d'informació de l'usuari, la qual pot ser vista com una violació de privacitat.